# São Miguel do Tocantins
São Miguel do Tocantins is een gemeente in de Braziliaanse deelstaat Tocantins. De gemeente telt 10.737 inwoners (schatting 2009).